# Departamento de Maipú (kommun i Mendoza)
Departamento de Maipú är en kommun i Argentina.   Den ligger i provinsen Mendoza, i den centrala delen av landet, 1 000 km väster om huvudstaden Buenos Aires. Antalet invånare är 153 600. Arean är 617 kvadratkilometer.
Terrängen i Departamento de Maipú är platt åt nordost, men åt sydväst är den kuperad.
Runt Departamento de Maipú är det i huvudsak tätbebyggt. Runt Departamento de Maipú är det ganska tätbefolkat, med 108 invånare per kvadratkilometer.